# Próba na rozpuszczalność w żółci
Próba na rozpuszczalność w żółci – próba służąca do identyfikacji bakterii Streptococcus pneumoniae, polegająca na zanikaniu (rozpuszczeniu się) kolonii tych bakterii pod wpływem soli kwasów żółciowych. Można ją wykonywać zarówno na podłożu stałym, jak i płynnym. Zanik kolonii następuje po ok. 30 min inkubacji. Ok. 10% szczepów S. pneumoniae daje wynik negatywny.